# Sichuan Airlines
Sichuan Airlines (in cinese: 四川航空公司 ) è una compagnia aerea cinese, con sede ad Chengdu. Fondata il 19 settembre 1986, ha iniziato le sue attività il 14 luglio 1988.

## Storia
La compagnia aerea fu fondata il 19 settembre 1986. Le operazioni di volo iniziarono con il volo inaugurale da Chengdu a Wanzhou il 14 luglio 1988. Nell'agosto 2002 la compagnia aerea fu riorganizzata, e la Sichuan Airlines Group, a sua volta controllata dal governo provinciale dello Sichuan, divenne il socio di maggioranza, con il (40%) delle azioni. Mentre le restanti azioni furono acquisite da: China Southern Airlines (39%), Shandong Airlines (10%), Shanghai Airlines (10%) e Ginko Restaurant (1%).

## Flotta

### Flotta attuale

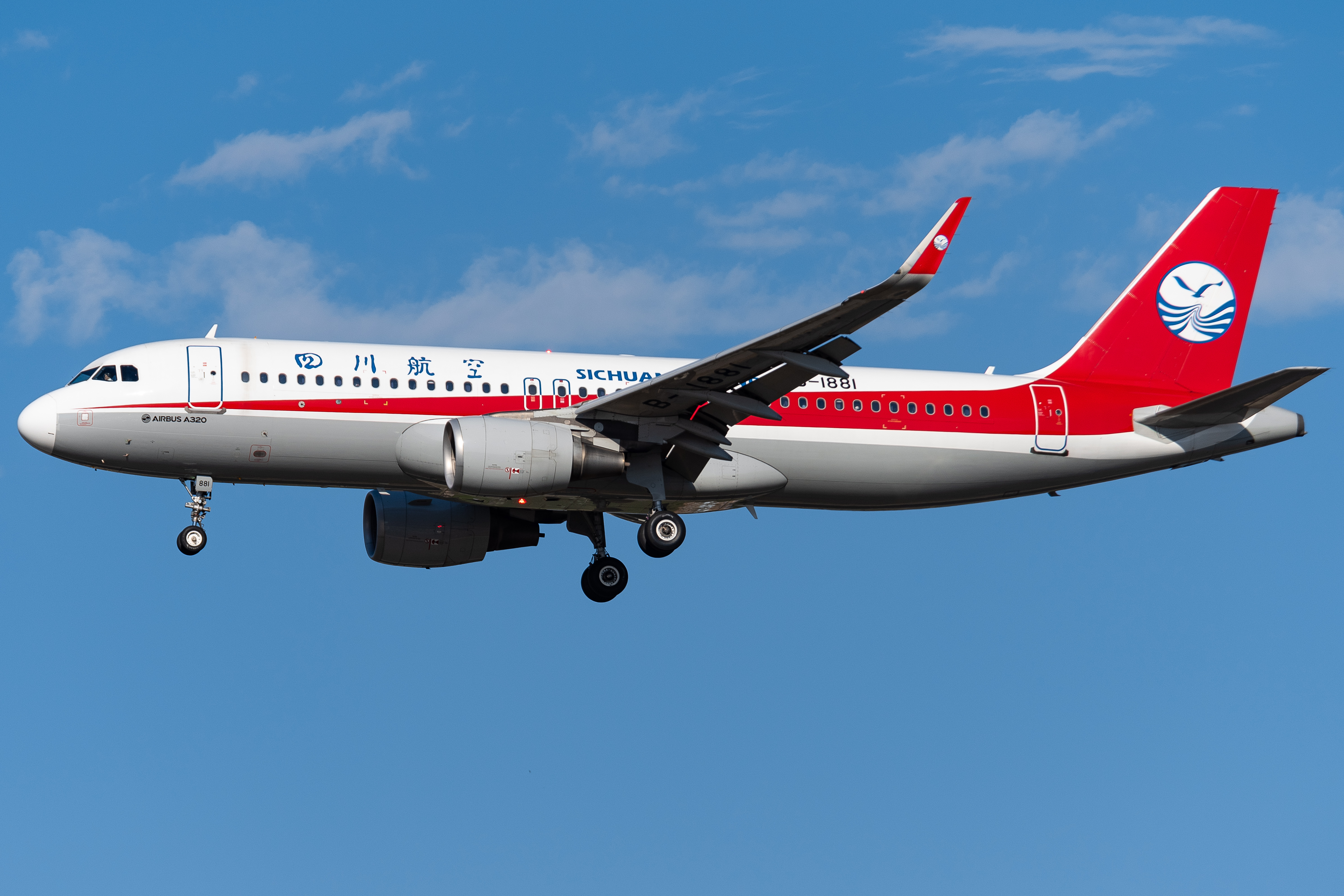
Un Airbus A320-200.

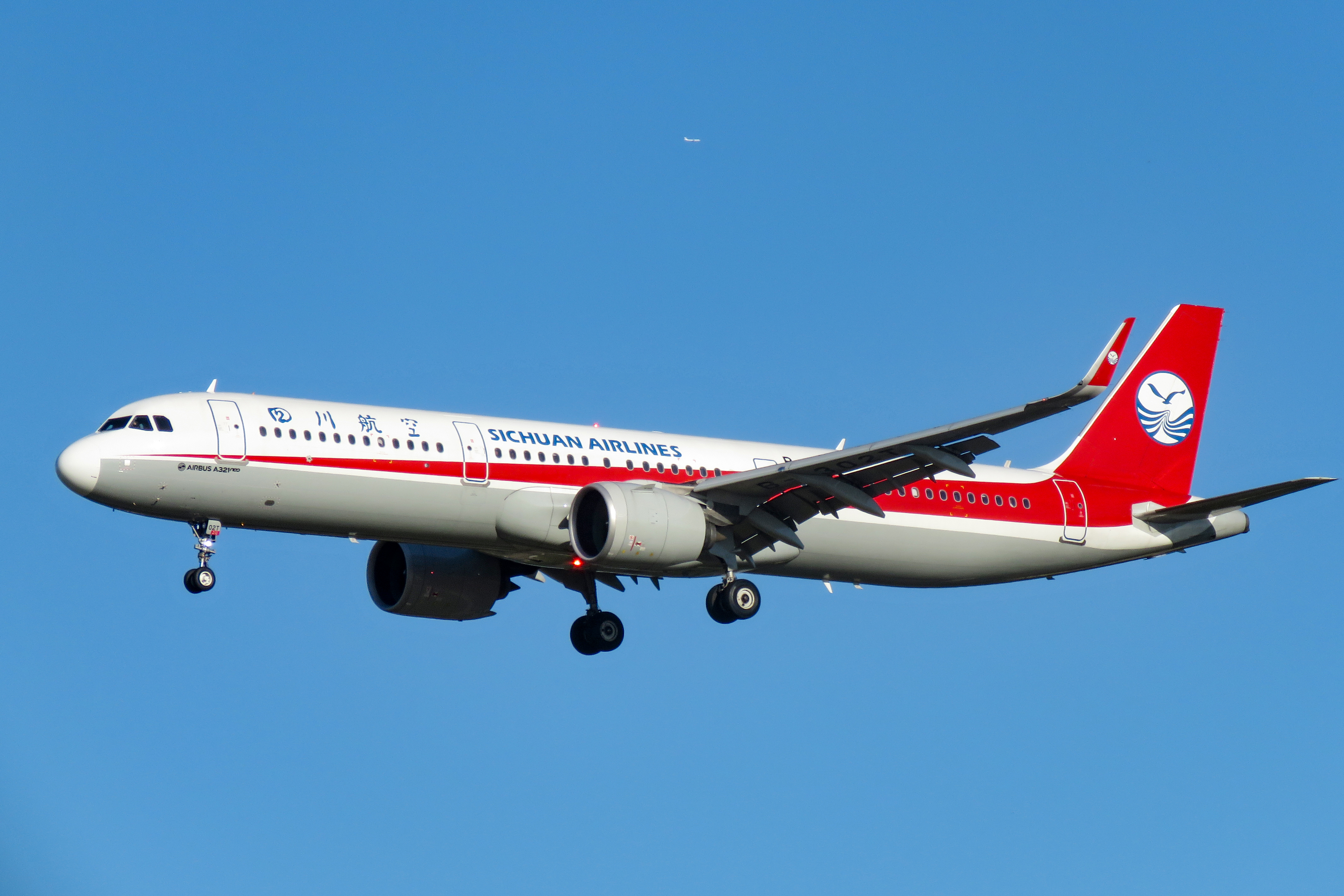
Un Airbus A321neo.

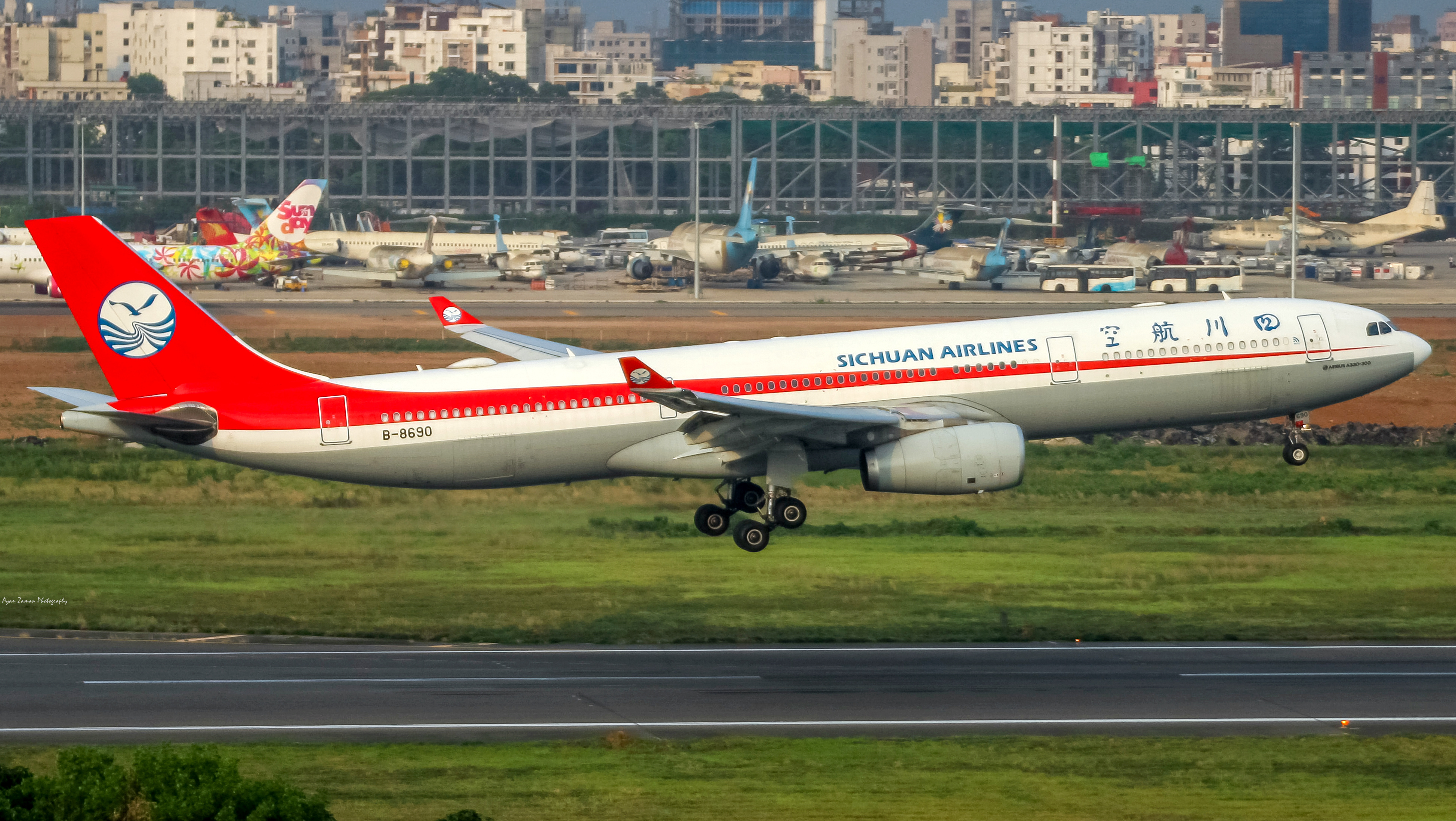
Un Airbus A330-300.

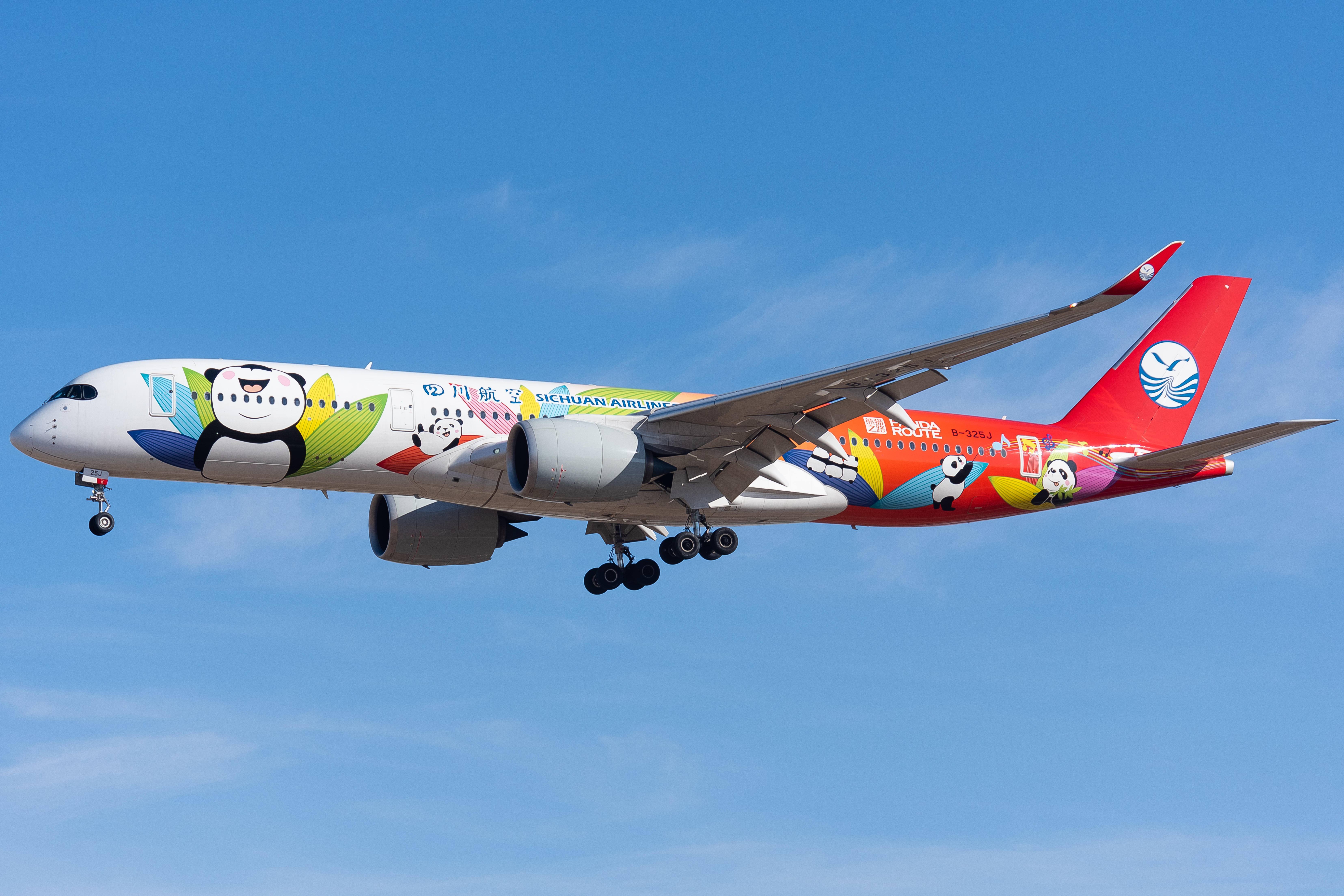
Un Airbus A350-900 in livrea Panda.

Ad aprile 2024 la flotta di Sichuan Airlines è composta dai seguenti aerei:

### Flotta storica
Nel corso degli anni, Sichuan Airlines ha operato con i seguenti aeromobili: